# Georgina Beyer
Pour les articles homonymes, voir Beyer.
Georgina Beyer, née George Bertrand en novembre 1957 et morte le 6 mars 2023, est une femme politique néo-zélandaise. Elle est la première personnalité politique ouvertement trans du pays et la première femme trans à être élue députée dans le monde.

## Biographie
Georgina Beyer naît George Bertrand en novembre 1957 à Wellington, et passe son enfance entre Taranaki, Wellington (Hataitai) et Auckland (Papatoetoe) au gré des mutations de sa famille. Elle travaille à Wellington comme drag queen, danseuse et strip-teaseuse, économisant assez pour bénéficier d'une chirurgie de réattribution sexuelle en 1984. Georgina Beyer joue ensuite dans la série télévisée Close to Home et dans le téléfilm Jewel's Darl, pour lequel elle est nommée aux GOFTA.
Elle s’implique en politique tout d’abord localement, devenant maire de Carterton en 1995, poste qu'elle occupe jusqu’en février 2000. Elle se présente aux élections législatives de 1999 pour le Parti travailliste face à Paul Henry du Parti national ; elle remporte le siège, alors que le district de Wairarapa semblait acquis à ses opposants.
Elle est députée de la Nouvelle-Zélande du 27 novembre 1999 au 14 février 2007, étant réélue en 2002 dans sa circonscription et en 2005 sur la liste générale du Parti travailliste. Elle démissionne en 2007 et est remplacée par Lesley Soper.
Elle contribue à l'écriture de la loi contre les discriminations sur la base de l'identité sexuelle et participe aux Outgames mondiaux de 2006 et à ceux de Copenhague en 2009. 
Georgina Beyer souffre à partir de 2013 de graves problèmes rénaux ; elle reçoit une transplantation en avril 2017, qui lui permet de revenir dans la vie publique, présentant les deux conférences de Chelsea Manning en Nouvelle-Zélande en septembre 2018 et donnant deux discours à l’Oxford Union et à Cambridge Union en octobre de la même année.
En mars 2019, elle prononce un discours lors de la conférence mondiale de l’ILGA, qui a lieu pour la première fois dans le Pacifique, à Wellington, quelques jours après la tuerie de Christchurch.
En 2021, à l'occasion de la Journée de visibilité transgenre, sort l'album The Gift, dans le cadre du Black Trans Project. Si ses ventes sont destinées à soutenir financièrement les artistes trans noires qui l'ont conçu, cet objet digital rend également hommage à Georgina Beyer et inclut, entre les morceaux signés Ms. Carrie Stacks, Angel-Ho, Akashi Zari Lee, Karnage Kills et Honey Dijon, des extraits d'un de ses discours.